# Kadua munroi
Kadua munroi ist eine Pflanzenart aus der Gattung Kadua in der Familie der Rötegewächse (Rubiaceae). Sie kommt endemisch auf Hawaii vor.

## Beschreibung

### Vegetative Merkmale
Kadua munroi wächst als kompakter Strauch oder gelegentlich auch als strauchartiger Baum der Wuchshöhen von 1,5 bis 2,5 Meter erreichen kann.
Die gegenständig an den Zweigen angeordneten Laubblätter sind in einen Blattstiel und eine Blattspreite gegliedert. Der Blattstiel ist 0,1 bis 0,6 Zentimeter lang. Die einfache, ledrige Blattspreite ist bei einer Länge von 3 bis 10,5 Zentimetern sowie einer Breite von 2 bis 5 Zentimetern länglich-elliptisch bis elliptisch, gelegentlich auch elliptisch-eiförmig bis elliptisch-verkehrt-eiförmig geformt. Die Oberseite der Blattspreite ist kahl, während die Unterseite spärlich bis mäßig dicht behaart ist, wobei die Behaarung gelegentlich nur entlang der Blattadern auftritt. Die Spreitenbasis läuft abgerundet oder schwach herzförmig zu, die Spreitenspitze ist stumpf oder abgerundet und endet scharf zugespitzt, der Spreitenrand ist ganzrandig. Von jeder Seite der Blattmittelader zweigen mehrere Paare an Seitennerven ab und die Blattadern höherer Ordnung bilden ein auffälliges oder unauffälliges Muster. Die Nebenblätter ähneln den Laubblättern, sind mit der Basis des Blattstieles verwachsen und bilden dadurch eine Blattscheide. Die Blattscheide ist 0,3 bis 0,5 Zentimeter lang.

### Generative Merkmale
Die endständigen, büschelig rispenartigen Blütenstände werden 1,3 bis 5 Zentimeter lang und stehen an einem 1 bis 1,3 Zentimeter langen, meist borstig behaarten Blütenstandsstiel. Die Blütenstände enthalten mehrere gestielte Einzelblüten. Die meist kahlen Blütenstiele können zwischen 0,08 und 0,3 Zentimeter lang sein.
Die vierzähligen Blüten sind radiärsymmetrisch. Die Kelchblätter sind miteinander zu einer Kelchröhre verwachsen. Die unbehaarten Kelchlappen sind bei einer Länge von 1 bis 1,4 Millimetern dreieckig geformt. Die fleischigen, grünen und unbehaarten Kronblätter sind stieltellerförmig miteinander verwachsen. Die gelegentlich violette Kronröhre erreicht eine Länge von 0,43 bis 1,1 Zentimeter und weist einen mehr oder weniger quadratischen Querschnitt auf. Die vier Kronlappen erreichen Längen von 0,3 bis 0,6 Zentimetern und weisen ein fleischiges Anhängsel auf.
Die beerenartigen Kapselfrüchte erreichen Durchmesser von 0,4 bis 0,7 Zentimeter. Zur Reife sind die Früchte dunkelblau bis violettschwarz gefärbt. Jede der Früchte enthält mehrere Samen.

## Vorkommen
Das natürliche Verbreitungsgebiet von Kadua munroi liegt auf einigen zu Hawaii gehörenden Inseln. Kadua munroi ist ein Endemit, der auf den Inseln Lānaʻi und Oʻahu vorkommt.

## Taxonomie
Die Erstbeschreibung als Gouldia st.-johnii var. munroi erfolgte 1937 durch Francis Raymond Fosberg in Bulletin of the Bernice P. Bishop Museum. Honolulu. Hier wird der Auffassung des Royal Botanic Gardens in Kew gefolgt, wonach der Varietät als Kadua munroi der Status als eigenständige Art der Gattung Kadua anerkannt wird, obwohl es keine gültige und veröffentlichte Beschreibung oder Revision gibt. Synonyme für Kadua munroi Fosberg ined. sind Gouldia munroi (Fosberg) O.Deg. & I.Deg., Hedyotis fosbergii W.L.Wagner & D.R.Herbst und Kadua fosbergii (W.L.Wagner & D.R.Herbst) W.L.Wagner & Lorence.